# غواصة يو-35 (ألمانيا)
يو-35  هي غواصة تابعة للإمبراطورية الألمانية خدمت مع 329 غواصة في البحرية الإمبراطورية الألمانية أثناء الحرب العالمية الأولى. شاركت في الحرب البحرية في الحرب العالمية الأولى خلال معركة الأطلسي الأولى. كانت انجح غواصات الحرب باغراقها 224 سفينة خلال فترة خدمتها.